# 馬桑熱內區
21°32′16″S 32°57′23″E / 21.53778°S 32.95639°E

馬桑熱內區（葡萄牙語：Massangena），是莫桑比克的行政區，位於該國南部，由加扎省負責管轄，首府設於馬桑熱內，面積7,481平方公里，2007年人口15,637，人口密度每平方公里2.1人。